# Rio Mamia
Rio Mamia är ett vattendrag i Brasilien.   Det ligger i delstaten Amazonas, i den nordvästra delen av landet, 2 100 km nordväst om huvudstaden Brasília. Rio Mamia ligger vid sjön Lago Mamiá.
I omgivningarna runt Rio Mamia växer i huvudsak städsegrön lövskog. Trakten runt Rio Mamia är nära nog obefolkad, med mindre än två invånare per kvadratkilometer.